# Esporte Clube Ypiranga
Lo Esporte Clube Ypiranga, meglio noto come Ypiranga-BA, è una società calcistica brasiliana con sede nella città di Salvador, capitale dello stato di Bahia.

## Storia
All'inizio del XX secolo, i giovani esclusi dalla società per vari motivi, principalmente per fattori etnici, sociali ed economici e anche perché impediti di partecipare alle società calcistiche brasiliane, miravano a fondare un club che unisse i più poveri persone dal suicidio a scapito dei privilegi delle élite, il 17 aprile 1904 emerse lo Sport Club Sete de Setembro, ma il 7 settembre 1906 emerse una nuova squadra, oggi chiamata Sport Club Ypiranga (attualmente Sport Club Ypiranga), nome escluso a causa dell'attuale economia nazionale.Da quel momento in poi, l'Esporte Clube Ypiranga ha avuto un posto di rilievo nel calcio bahiano, vincendo 10 titoli statali (sette imbattuti), oltre a finire secondo 10 volte. Nella Seconda Divisione statale, il club detiene 2 titoli, uno vinto nel 1983 e l'altro nel 1990 (imbattuto). Anche la categoria Giovani di Ypiranga ha vinto diversi titoli nel corso degli anni.

### Anni 2010
La gestione di Émerson de Souza Ferreti (ex giocatore) e Valdemar Filho ha lavorato duro per recuperare i tempi di gloria e di vittorie, il tempo della competizione professionistica nel Campionato di Seconda Divisione 2010 dopo 3 anni di assenza, nel 2011 per fare quasi subito la prima volta in lui terzo. Nella seconda divisione del 2012, Ypiranga ha avuto successo in semifinale. Tuttavia sono stato eliminato dalla Jacuipense, che è stata poi gravemente deragliata nel finale dal Botafogo. L'adolescente ha gareggiato due volte nella Copa 2 de Julho, una competizione internazionale tenutasi a Bahia, e ha anche gareggiato, da bambino, nel Campionato di Bahia per categoria. Nel marzo 2012 ho firmato con il fornitore italiano di attrezzature sportive Lotto.
Tuttavia, nel febbraio 2013, il club ha firmato un nuovo contratto con il Super Bolla brasiliano.
Alla fine del 2013, in prossimità della competizione del 2014, il club è stato riformulato amministrativamente con l'assunzione di nuovi dirigenti nelle aree legale, calcio e marketing. Nessun avvocato assume Ricardo Maracajá, specialista in diritto tributario e amministrativo, come direttore o avvocato, come nuovo responsabile legale Fernando Santos, avvocato specializzato in diritto civile. Il marketing cool di Ricardo Lima, riconosciuto a Bahia, Lima ha l'esperienza necessaria per attrarre investitori e riformulare il piano dell'azienda.
Fiore all'occhiello del club, il calcio era sotto la guida di Gil Baiano, ex giocatore con esperienze da giocatore al Bahia, Vitória, Juventude, Caxias, per Treze come dirigente, oltre ad essere stato allenatore per un periodo presso la CSA. Il primo acquisto di Gil per la competizione del 2014 è l'allenatore Sérgio Araújo, che ha giocato per Juazeiro, Bahia e la squadra under 20 del Galicía. Tuttavia, pur incontrando ancora difficoltà finanziarie, il team ha lanciato un progetto per raccogliere fondi.

## Palmarès

### Competizioni statali
- Campionato Baiano: 10

1917, 1918, 1920, 1921, 1925, 1928, 1929, 1932, 1939, 1951
- Campeonato Baiano Segunda Divisão: 2

1983, 1990

### Altri piazzamenti
- Campionato Baiano:

secondo posto: 1914, 1926, 1931, 1933, 1937, 1938, 1946, 1949, 1952, 1960, 1962,